# Давление отбора
Давление отбора — показатель интенсивности действия естественного отбора с точки зрения изменения генетического состава популяций в ряду поколений. Чем интенсивнее отбор, тем выше скорость эволюционных изменений в популяции. Количественно давление отбора оценивается по величине изменения аллельных частот в популяции за 1 поколение.
Давление отбора зависит от внешних факторов среды (интенсивность необходимого противодействия неблагоприятным условиям), межвидовой конкуренции (в частности, наличие хищников и паразитов) и внутривидовой конкуренции (в первую очередь определяется численностью популяции).
Возрастание давления отбора (например, в результате сужения диапазона условий среды) является консервативным фактором. Возникшая в результате него более узкая специализация вида позволяет популяции лучше приспособиться к наличествующим внешним условиям, однако при изменении этих условий может спровоцировать вымирание. Напротив, ослабление интенсивности отбора, наступающее обычно при ослаблении внешних сдерживающих факторов (уменьшение числа хищников, освоение видом новой среды и др.) способствует увеличению видового разнообразия.
При искусственном отборе именуется коэффициентом селекции.